# إيفا كرابل
إيفا كرابل مواليد 16 يناير 1966، هي لاعبة كرة مضرب سويسرية سابقة بدأت مسيرتها كمحترفة سنة 1983 وكانت تلعب باليد اليمنى، اعتزلت اللعب في 1991. أعلى تصنيف لها في الفردي كان المركز الـ 94 في سنة 1989. أعلى تصنيف لها في الزوجي كان 94.

## النهائيات

### الفردي النهائي: 1 (0–1)
| الحصيلة | الرقم | التاريخ       | الدورة                    | الأرضية | المنافس      | النتيجة |
| ------- | ----- | ------------- | ------------------------- | ------- | ------------ | ------- |
| الوصافة | 1.    | 9 سبتمبر 1985 | مانهاست، الولايات المتحدة | ترابية  | لورا جولارسا | 6-7 2-6 |

### الزوجي: 2 (0–2)
| الحصيلة | الرقم | التاريخ        | الدورة       | الأرضية | الشريك       | المنافس                             | النتيجة |
| ------- | ----- | -------------- | ------------ | ------- | ------------ | ----------------------------------- | ------- |
| الوصافة | 1.    | 30 مارس 1987   | ليموج، فرنسا | ترابية  | سيلين كوهين  | إيزابيل ديمونجيوت ناتالي توزيا      | 5-7 2-6 |
| الوصافة | 2.    | 23 أكتوبر 1989 | برجدورف      | سجاد    | ساندرين جيكت | ايلينا برياكهوفتس يوجينيا مانيوكوفا | 4-6 2-6 |

## روابط خارجية
- إيفا كرابل على موقع رابطة محترفات التنس (الإنجليزية)
- إيفا كرابل على موقع الاتحاد الدولي لكرة المضرب (الإنجليزية)
- إيفا كرابل على موقع كأس بيلي جين كينغ (الإنجليزية)
- إيفا كرابل على موقع خلاصة التنس.كوم (الإنجليزية)